# Brayan Obando
Obando  Rosas est un nom espagnol. Le premier nom de famille, en général paternel, est Obando ; le second, en général maternel, souvent omis, est Rosas.
Brayan Obando Rosas, né le 18 août 2001 à Tulcán, est un coureur cycliste équatorien.

## Biographie
Brayan Obando est né en août 2001 à Tulcán, dans une modeste famille de paysans. Il commence sérieusement le cyclisme vers l'âge de quatorze ans, au sein de la Fédération sportive de Carchi. Dans les catégories de jeunes, il se fait remarquer en remportant à deux reprises la version junior du Tour de l'Équateur,. Il obtient également de bons résultats dans des courses nationales colombiennes. 
En 2021, il intègre l'UAE Team Colombia, une structure liée à la formation UAE Emirates. L'équipe est cependant dissoute au mois de juin en raison du contrôle positif de l'un de ses membres. Il poursuit néanmoins la compétition. Avec une sélection nationale, il découvre les compétitions européennes en participant au Tour de Savoie Mont-Blanc et au Tour de l'Avenir. Il devient aussi vice-champion d'Équateur du contre-la-montre chez les espoirs. Mi-décembre, il termine dixième du Tour de l'Équateur, tout en ayant remporté la dernière étape. Il s'agit de sa première victoire acquise dans une épreuve inscrite au calendrier de l'UCI. 
Lors de la saison 2022, il gagne de nouvelles courses dans son pays natal. Il effectue par ailleurs un stage en Espagne dans un club amateur. La même année, il se classe cinquième du championnat panaméricain du contre-la-montre espoirs et huitième du Tour de l'Équateur. Il finit ensuite sixième et meilleur jeune du Tour du Costa Rica en décembre 2023, sous les couleurs de l'équipe Movistar-Best PC. 
En février 2024, il prend la cinquième place du championnat d'Équateur sur route chez les élites, derrière Richard Carapaz, Jhonatan Narváez et les frères Jefferson et Alexander Cepeda. Quelques mois plus tard, il représente son pays aux championnats panaméricains. Il termine aussi quatrième de son championnat national en ligne en 2025.

## Palmarès et résultats

### Palmarès par année
- 2018
  - Vuelta a la Juventud de Ecuador
- 2019
  - 3e étape de la Clásica Esteban Chaves
  - 2e et 3e étapes de la Clásica Ciudad de Soacha Juniors
  - Vuelta a la Juventud de Ecuador
  - 3e de la Clásica Esteban Chaves
- 2021
  - 8e étape du Tour de l'Équateur
  - 2e du championnat d'Équateur du contre-la-montre espoirs
  - 3e du championnat d'Équateur sur route espoirs
- 2022
  - 3e étape de la Clásica Ciudad de Huaca
  - 2e étape de la Clásica Tulcán Capital del Ciclismo
  - 3e du championnat d'Équateur sur route espoirs
- 2024
  - 2e de la Clásica Cacique Jumandy
  - 3e du Tour de l'Équateur

### Classements mondiaux
| Année                                 | 2021  | 2022 | 2023  | 2024 |
| ------------------------------------- | ----- | ---- | ----- | ---- |
| Classement mondial                    | 1111e | nc   | 2093e | 782e |
| UCI America Tour                      | 156e  | nc   | nc    | 82e  |
|                                       |       |      |       |      |
| Légende : nc = non classéSource : UCI |       |      |       |      |